# Governador Dix-Sept Rosado
Governador Dix-Sept Rosado este un oraș în Rio Grande do Norte (RN), Brazilia.